# Homalium thouarsianum
Homalium thouarsianum är en videväxtart som beskrevs av Henri Ernest Baillon. Homalium thouarsianum ingår i släktet Homalium och familjen videväxter. Inga underarter finns listade i Catalogue of Life.